# Европски центар за модерне језике
Европски центар за живе језике (ЕЦМЛ) основан је 8. априла 1994. године као „Проширени делимични споразум“ Савета Европе. Делимични споразум је „проширена“, што значи да се у ЕЦМЛ могу придружити и државе које нису чланице Савета Европе. ЕЦМЛ је део Директората за образовање Савета Европе , које је део Генералног директората за демократију. Резолуцијом (94) 10  успостављен је ЕЦМЛ за пилот фазу до децембра 1997. године. Даље је прописано да група за екстерну евалуацију треба да процени учинак ЕЦМЛ-а током овог периода. На основу позитивних препорука ове евалуације, Комитет министара Савета Европе  је усвојио Резолуцију (98) 11  у јулу 1998. како би постао стална институција. Ова резолуција утврђује циљеве и циљеве ЕЦМЛ-а, дефинише његове структуре и описује састав и задатке сваког тела.
ЕЦМЛ је део Европске културне конвенције , усвојене 19. децембра 1954. у Паризу (Француска). Ова Конвенција је себи поставила за циљ „да развијају међусобно разумевање међу народима Европе и узајамно уважавање њихове културне разноликости, да чувају европску културу, да промовишу националне доприносе заједничком културном наслеђу Европе, уз поштовање истих основних вредности подстичући, посебно, проучавање језика, историје и цивилизације Страна потписница Конвенције“ .

## Задатак
Мисија ЕЦМЛ-а је да подстакне изврсност и иновације у образовању језика и да подржи своје државе чланице  у спровођењу ефикасне политике образовања језика. Да би то урадио, Центар сарађује са националним доносиоцима одлука и стручњацима за језике како би дизајнирао иновативна решења заснована на истраживању за решавање актуелних изазова у овој области  .
Оријентацију програма одређују државе чланице и одражава националне приоритете, нове трендове и нове изазове у образовању језика. Програм, који координира ЦЕЛВ, покрива период од четири године. Састоји се од:
- капака „развој“ која има за циљ да пружи одговоре на идентификована питања; И
- капака „посредовање“ са обуком и консултантским активностима по мери за државе чланице, као и иницијативама усмереним на ширу публику као што су Европски дан језика, конференције, вебинари.

### Тематске области ЦЕЛВ-а
Рад и ресурси ЦЕЛВ-а се фокусирају на девет тематских стубова:
- вештине наставника језика и ученика [8] ,
- вишејезично и интеркултурално образовање [9] ,
- учење језика од малих ногу [10] ,
- језици школовања [11] ,
- настава предмета интегрисаног са страним језиком [12] ,
- наставни планови и програми и оцењивање [13] ,
- језичко образовање и професионална интеграција миграната [14] ,
- нови медији у образовању језика [15] ,
- знаковни језици [16] .

### Европски дан језика
На иницијативу Савета Европе, Европски дан језика обележава се сваке године од 2001. године 26. септембра - у сарадњи са Европском комисијом.
ЦЕЛВ координира овај дан у блиској сарадњи са националним штафетама  46 држава чланица Савета Европе .

## ЦЕЛВ мреже

### државе чланице
Званични органи 35 држава чланица ЕЦМЛ- а су :
- Управни одбор ЦЕЛВ је извршни орган Центра;
- Национална тијела за именовање ЦЕЛВ одговорна су за именовање националних стручњака за активности Центра;
- Националне контакт тачке ЦЕЛВ помажу у ширењу достигнућа пројекта и информација о раду Центра кроз националне мреже;
- Аустријско удружење ( Вереин ЕФСЗ у Остерреицх ) управља инфраструктуром ЦЕЛВ у Грацу ( Аустрија ) и односима између Центра и аустријских власти.

### Сарадња са Европском комисијом
Партнерство између ЕЦМЛ-а и Европске комисије пружа могућности стручног усавршавања језичких стручњака у ЕЦМЛ-у и земљама чланицама Европске уније .

### Сарадња са Форумом за професионалну мрежу
ЦЕЛВ ради у партнерству са великим бројем међународних невладиних удружења и институција у области језичког образовања и оцењивања кроз свој Форум стручне мреже  који омогућава размену стручности. Чланови Форума су:
- Амерички савет за наставу страних језика (АЦТФЛ),
- Међународно удружење примењене лингвистике (АИЛА),
- Удружење тестера језика у Европи (АЛТЕ),
- Европска конфедерација језичких центара у високом образовању (ЦерцлеС),
- Европско удружење за тестирање и оцењивање језика (ЕАЛТА),
- Евалуација и акредитација квалитетних језичких услуга (ЕАКУАЛС),
- Европска платформа цивилног друштва за вишејезичност (ЕЦСПМ),
- Образовање и језичка и културна разноликост (ЕДиЛиЦ),
- Европски савет за језике (ЕЛЦ),
- Европска федерација националних институција за језик (ЕФНИЛ),
- Европско удружење родитеља (ЕПА),
- Национални институти за културу Европске уније (ЕУНИЦ),
- Међународна федерација наставника савремених језика (ФИПЛВ),
- Међународно удружење за вишејезичност (ИАМ),
- Међународна конференција о сертификатима е. В. (ИЦЦ),
- Институт за службене језике и двојезичност (ОЛБИ) Универзитета у Отави .

#### Институт за службене језике и двојезичност (ИЛОБ) Универзитета у Отави
Од потписивања Протокола о сарадњи и вези 22. јануара 2008. , ЦЕЛВ и Универзитет у Отави (преко ИЛОБ-а) блиско сарађују како би осигурали ширење рада ЦЕЛВ-а у Канади и укључили канадске стручњаке у његове активности и пројекте.
Посебно се фокусира на пројекте који су повезани са Заједничким европским референтним оквиром за језике (ЦЕФР) Савета Европе .

### Сарадња са језичком мрежом Граца
Мрежа језика Граца (на немачком): Спрацхен Нетзверк Граз ) основана је 2007. године на иницијативу аустријског удружења Европског центра за модерне језике (на немачком: Удружење европских центара страних језика у Аустрији ). Окупља водеће регионалне и локалне организације у области образовања и културе ради промовисања вишејезичности и језичке разноликости кроз заједничке иницијативе, као што је годишњи Фестивал језика  у Грацу.

## Екстерна веза
- Званични веб-сајт